# Siedem minut po północy (film)
Siedem minut po północy (ang. A Monster Calls) – amerykańsko-hiszpańsko-brytyjski dramat dark fantasy z 2016 roku w reżyserii Juana Antonio Bayony. W rolach głównych wystąpili: Sigourney Weaver, Felicity Jones, Toby Kebbell, Lewis MacDougall i Liam Neeson. Film zdobył m.in. dziewięć nagród Goya i dziesięć nagród Gaudí.
Zdjęcia kręcono w północnej Anglii, m.in. w Glossop (hrabstwo Derbyshire), Preston, Rivington Pike, Blackpool (hrabstwo Lancashire) oraz w Marsden (hrabstwo West Yorkshire).

## Fabuła
Matka dwunastoletniego Conora zmaga się z chorobą nowotworową, rówieśnicy dokuczają mu lub go ignorują, a z babką jest skłócony. Siedem minut po północy zaczyna go odwiedzać wielki potwór, który twierdzi, że umie leczyć. Opowiada mu trzy historie o niejednoznacznych moralnie bohaterach, odnoszące się do życiowej sytuacji chłopaka. Następnie zmusza go by stanął twarzą w twarz z własnym najgorszym koszmarem i prawdą o sobie. Okazuje się, że chciał uleczyć znękany umysł chłopca, by poradził sobie ze śmiercią matki, która jest nieuchronna.

## Obsada
| Aktor             | Rola                           |
| ----------------- | ------------------------------ |
| Sigourney Weaver  | Babka Conora                   |
| Lewis MacDougall  | Conor O'Malley                 |
| Felicity Jones    | Mama Conora                    |
| Toby Kebbell      | Tata Conora                    |
| Liam Neeson       | Potwór (głos i motion capture) |
| Geraldine Chaplin | Dyrektorka szkoły              |

## Odbiór

### Box office
Budżet filmu wyniósł 43 miliony dolarów. W Stanach Zjednoczonych i Kanadzie film zarobił ponad 3,7 miliona dolarów. W innych krajach zyski wyniosły ponad 43,5 miliona USD, a łączny zysk ponad 47 milionów.

### Krytyka w mediach
Film spotkał się z pozytywną reakcją krytyków. W serwisie Rotten Tomatoes 86% z 267 recenzji filmu uznano za pozytywne, a średnia ocen wyniosła 7,6 na 10. Na portalu Metacritic średnia ważona ocen wstawionych na podstawie 40 recenzji wyniosła 76 punktów na 100.